# John Steel
John Steel, född 4 februari 1941 i Gateshead, var den ursprungliga trummisen i The Animals, och är en av ägarna som innehar rättigheterna till bandets namn. Steel har varit medlem i gruppen under åren 1963-1966, 1975-1976, 1983 (kort återförening) och sedan från 1992 och framåt, på senare år ofta under namnet Animals and Friends.